# 昂蒂利
昂蒂利（法語：Antully，法語發音：[ɑ̃tyli]）是法国索恩-卢瓦尔省的一个市镇，属于欧坦区。

## 地理
昂蒂利（46°54'13"N, 4°24'40"E）面积37.13 平方千米，位于法国勃艮第-弗朗什-孔泰大區索恩-卢瓦尔省，该省份为法国中部省份，北起顺时针与科多尔省、汝拉省、安省、罗讷省、卢瓦尔省、阿列省和涅夫勒省接壤。
与昂蒂利接壤的市镇（或旧市镇、城区）包括：歐坦、马尔马涅、圣埃米朗、圣菲尔曼、圣塞尔南迪布瓦。

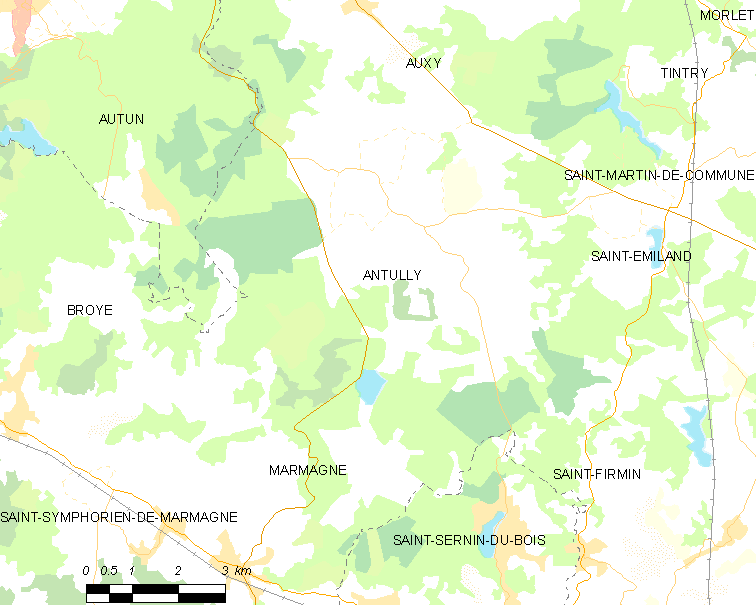
昂蒂利的OSM定位图

昂蒂利的时区为UTC+01:00、UTC+02:00（夏令时）。

## 行政
昂蒂利的邮政编码为71400，INSEE市镇编码为71010。

## 政治
昂蒂利所属的省级选区为欧坦第二县。

## 人口

1962-2008年间昂蒂利人口变化图示

昂蒂利于2022年1月1日时的人口数量为816人。